# Język ch'orti'
Język ch’orti’ – jeden z języków majańskich używany w Gwatemali (w gminach Jocotán i d’Olopa w departamencie Chiquimula oraz w departamencie Zacapa) i w Hondurasie (w departamencie Copán) przez około 30 tysięcy Majów Ch’orti’.

## Zapis
Do zapisu języka ch’orti’ używa się zmodyfikowanego alfabetu łacińskiego. Ortografia ch’orti’ oparta jest częściowo na ortografii języka hiszpańskiego.

## Fonetyka
Tabele przedstawiają fonemy języka ch’orti’ (po prawej) oraz ich zapis (po lewej).

### Samogłoski
|             | Tylne | Centralne | Przednie |
| ----------- | ----- | --------- | -------- |
| Przymknięte | i i   |           | u u      |
| Średnie     | e e   |           | o o      |
| Otwarte     |       | a a       |          |

### Spółgłoski
|                    |               | Dwuwargowe | Dziąsłowe | Zadziąsłowe | Podniebienne | Miękkopodniebienne | Krtaniowe |
| ------------------ | ------------- | ---------- | --------- | ----------- | ------------ | ------------------ | --------- |
| Zwarte             | Bezdźwięczne  | p p        | t t       |             |              | k k                | ’ ʔ       |
| Zwarte             | Ejektywne     | tʼ tʼ      |           |             |              | kʼ kʼ              |           |
| Zwarte             | Dźwięczne     | b d        | d d       |             |              | g g                |           |
| Zwarte             | Implozyjne    | bʼ ɓ       |           |             |              |                    |           |
| Szczelinowe        | Szczelinowe   |            | s s       | x ʃ         |              | j x                |           |
| Zwarto-szczelinowe | Bezdźwięczne  |            | tz t͡s     | ch t͡ʃ       |              |                    |           |
| Zwarto-szczelinowe | Ejektywne     |            | tzʼ t͡sʼ   | chʼ t͡ʃʼ     |              |                    |           |
| Nosowe             | Nosowe        | m m        | n n       |             |              |                    |           |
| Boczne             | Boczne        |            | l l       |             |              |                    |           |
| Drżące             | Drżące        |            | r r       |             |              |                    |           |
| Półsamogłoski      | Półsamogłoski | w w        |           |             | y j          |                    |           |